# Carl Heinrich Forcke
Carl Heinrich Forcke war der Name einer im 19. Jahrhundert in Hannover gegründeten Fabrik für Fahrrad-Teile, die anfangs noch hauptsächlich aus Holz gefertigt wurden. International fand das Unternehmen auch als Gebrüder Forcke in den Medien Beachtung durch den Bau der größten hölzernen Fahrradfelge der Welt.

## Geschichte

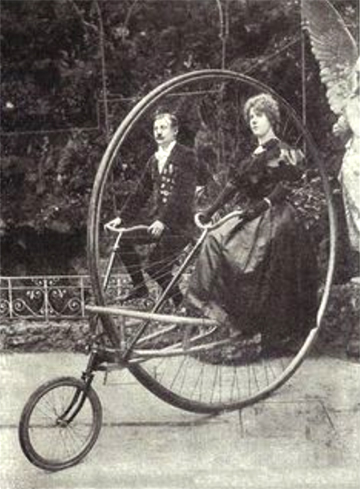
1900 oder 1901 in Kooperation mit der Hannoverschen Gummi-Kamm-Compagnie, Act.-Ges. für Karl Jatho und dessen Schwester produziertes Riesen-Sociable-Zweirad

Die Familie Forcke war mit dem Mühlenbauer Karl Forcke aus Altenhagen am Deister in das Dorf List vor der Stadt Hannover gekommen. Da der Mühlenbau auf dem Land zurückgegangen war, suchte und fand Forcke eine neue Beschäftigung als Meister bei den „Plockflötjern“.
Karl Forcke hatte sechs Kinder. Von diesen erwarben in der Gründerzeit des Deutschen Kaiserreichs der gelernte Stellmacher Paul Forcke zusammen mit seinem Bruder Heinrich Forcke († 12. Januar 1922, vollständiger Name Carl Heinrich Forcke) im Jahr 1890 ihre zunächst gemeinsam betriebene Firma Gebrüder Forcke, während ihr Bruder Carl Forcke (* 1844) eine eigene Werkstatt für Maschinenbau in der Kronenstraße einrichtete und dort Maschinen beispielsweise für den Keks-Hersteller Hermann Bahlsen entwickelte oder den Schokoladenproduzenten Sprengel. Eine von Forcke bei dem Backwarenhersteller Bahlsen zeitweilig gebrauchte Maschine gelangte später in das Brotmuseum bei Göttingen.
Ebenfalls Ende des 19. Jahrhunderts errichtete der Maurermeister Georg Harke mit seinen Söhnen das – erhaltene – Wohnhaus Bothfelder Straße 3, von wo aus eine Tochter dann in die Familie Forcke einheiratete. Das Haus zählt zum „denkmalpflegerischen Interessenbereich“ des Niedersächsischen Landesamts für Denkmalpflege.
Carl und Heinrich Forcke hingegen erwarben zunächst ein Grundstück in der List an der Podbielskistraße 304, um dann ein durch Dampfmaschinen angetriebenes Sägewerk sowie eine Biegerei zu betreiben. Damit produzierten sie – mitunter auch durch Dampf und Druck in Metallformen gebogene – Holzteile und Rohlinge für Stuhlfabriken, beispielsweise Bugholzstühle und Stuhllehnen nach Art der Firma Thonet, aber auch für die Hannoversche Waggonfabrik (HAWA) oder die hannoversche Straßenbahn, für die etwa die gebogenen Waggon-Dächer vorgefertigt wurden. In der Stellmacherei wurden zudem „alle Arten Wagen, Handkarren, Handwagen usw.“ produziert. Bald standen drei hohe Schornsteine hinter dem Häuserblock Listhof am Straßeneck Immengarten und Uelzestraße; ein Schornstein für die Dampfmaschine, einer für Heizkessel und einer für die Lackierungs-Einrichtungen, später auch für Emaillierungen und Einbrenn-Lackierungen etwa von Stahlfelgen in großen Trockenöfen.
Noch als „Gebr. Forcke“ oder französischsprachig „Forcke frères“ konstruierten die beiden Brüder für ein Riesen-Tandem des Flugpioniers Karl Jatho und dessen Schwester „die größte Holzfelge der Welt“, die bei einer abnehmbaren „Wulst-Pneumatik“ und einem Durchmesser von 2,60 m bei jeder Umdrehung 8,16 zurücklegte. Aufmontiert auf das nach Jatho benannte Riesenfahrrad war ein Excelsior-Pneumatic-Reifen der Hannoverschen Gummi-Kamm-Compagnie, Act. Ges.; das kolossale Hochrad-Tandem wurde „bei größeren Saalfahrfesten und Korsofahrten [vorgeführt] und ruft dasselbe allseitig die größte Bewunderung hervor“.
Von Anfang an hatte sich Heinrich Forcke auf den Entwurf von Maschinen und die Herstellung von Fahrradteilen spezialisiert. Zum Produkt-Portfolio des Unternehmens zählte daher neben der Produktion von Fahrrad-Rahmen auch die Herstellung und der Vertrieb von Felgen, Kotschützern, Handgriffen und Lenkstangen sowie Kettenschützern aus Holz.
Während des Ersten Weltkrieges trennten sich die beiden Brüder unternehmerisch; der bisherige Firmenname wurde zu Beginn der Weimarer Republik zum 1. Juli 1919 aufgelöst. Doch im selben Jahr erwarb Heinrich Forcke die Gebäude der Bettfedernfabrik Gramann unter der – damaligen – Adresse Immengarten 8, von wo aus bald auch Fahrradteile aus Metall wie Schutzbleche, Schutzblechstreben oder Felgen aus Stahl oder beispielsweise Netzschutzführungen in den internationalen Export gelangten. Paul Forcke aber betrieb weiterhin sein Sägewerk.
In den 1920er Jahren erhielten die Fabrikgebäude am Immengarten weitere Anbauten, dennoch konnte die Familie vom Wohnzimmer aus noch über unbebautes Land bis zu den Fabriken von Günther Wagner blicken und weiter bis zum Orionwerk für photographische Apparate an der Bothfelder Straße 23. Die Familie bewohnte die erste und zweite Etage über den Büros am Immengarten 8; im Hof wurden noch Hühner gefüttert, zudem gab es einen großen Wäscheplatz, und vor dem Haus breitete sich die Wiese für die Pferde aus: Da das Unternehmen noch keine Lastkraftwagen besaß, erfolgte der Abtransport der Waren durch ein von dem betriebseigenen Oldenburger-Pferd gezogenen Kutschwagen bis zum Güterbahnhof am Weidendamm. 60 Prozent der Produktion ging in den Export; insbesondere die sehr bunt gestalteten Kotflügel, die anfangs noch mit feinen Haarpinseln mit der Hand bemalt wurden, fanden ihre Abnehmer in den Niederlanden und ihren Weg bis nach Indien und Hinterindien, das spätere Indonesien.
Nach dem Tod von Heinrich Forcke im Jahr 1922 wurde das Unternehmen durch dessen 1891 geborenen ältesten Sohn Heinrich Forcke junior fortgeführt, ein gelernter Mechaniker. Unter ihm stieg der Export der Fahrradteile in alle Welt, allerdings stoppte diese Entwicklung durch die politische Situation zur Zeit des Nationalsozialismus Mitte der 1930er Jahre.
Während des Zweiten Weltkrieges musste Forcke für die ebenfalls in Hannover angesiedelten Vereinigten Leichtmetallwerke kriegswichtiges Material produzieren. Während der bald folgenden Luftangriffe auf Hannover war dann zwar das Wohnhaus am Grundstück von Paul Forcke, wo sich das Sägewerk befand, durch eine Luftmine „voll ausradiert worden“, doch die Familie überlebte während ihres Aufenthalts im Ferienwohnhaus in Kirchdorf am Deister. Die Gebäude am Immengarten aber blieben größtenteils von Fliegerbomben verschont, lediglich einige zuvor mit „Shet-Dächern“ versehene, dann beschädigte Werkräume erhielten später ein Flachdach.
Während bei Carl Heinrich Forcke zeitweilig bis zu 50 Menschen arbeiteten, gingen die Arbeitsplätze im Zuge der Mechanisierung stetig zurück. Durch die zuvor im Krieg entwickelte Zusammenarbeit mit den Vereinigten Leichtmetallwerken entwickelte sich Forcke zu einem der ersten Produzenten von Felgen und Schutzblechen aus Aluminium und beschäftigte bald wieder 20 Arbeiter. Doch bereits jm Jahr 1955 wurde die Produktion vollständig eingestellt, da die „Autos überhand nahmen und niemand mehr Fahrrad fahren wollte.“ In jenen Jahren schlossen rund 160 Fahrradfabriken in Deutschland ihren Betrieb.
Die Firma Carl Heinrich Forcke wurde beim Amtsgericht Hannover aus dem Handelsregister unter der Nummer HRA 14257 am 31. Juli 1956 gelöscht. Die Betriebsgebäude am Immengarten aber wurden zeitweilig von „Draht-Meyer“ genutzt und an den Autositz-Hersteller Kunststoffverarbeitung Gesellschaft mbH verpachtet. Auch Paul Forcke schloss sein Sägewerk, wanderte nach Australien aus. Im Adressbuch der Stadt Hannover von 1968 fand sich dann jedoch die Annonce: Paul Forck jun. ist nach Verkauf der Immobile mit seiner Familie nach Australien ausgewandert. Paul Forcke sen. ist bis zum seinem Lebensende in Hannover geblieben. Anmerkung aus der Familie.

„Paul's Auto-Wash, Inh. Paul Forcke jun.

5-Minuten-Wagenwäsche

Podbielskistr. 115 B …

Tankstelle Wagenpflegedienst Teroson-Unterbodenschutz“